# Sony Ericsson W300i

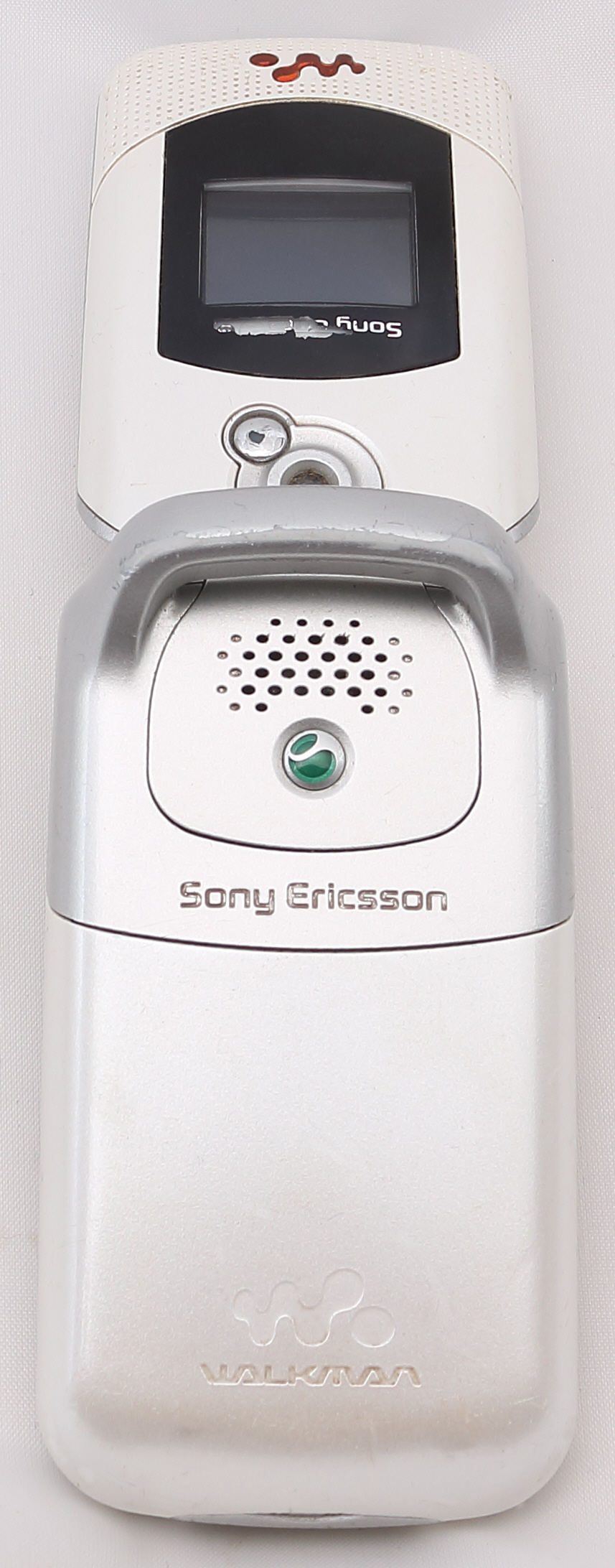
Retro di Sony Ericsson W300i

Il W300i è un telefono cellulare prodotto dalla Sony Ericsson.
Il telefono, quadriband, è dotato di una memoria interna di 20 megabyte, espandibile con una Memory Stick esterna fino a 2 GB; le dimensioni sono 90 mm x 47 mm x 24 mm ed il massa è di 94 g.
In accordo con le richieste dei consumatori il telefono ha un ottimo rapporto qualità/prezzo, contiene al suo interno alcuni accessori (Memory Stick da 516 MB ed auricolari con microfono) ed ha un'ottima qualità sonora.